# Alain Robert

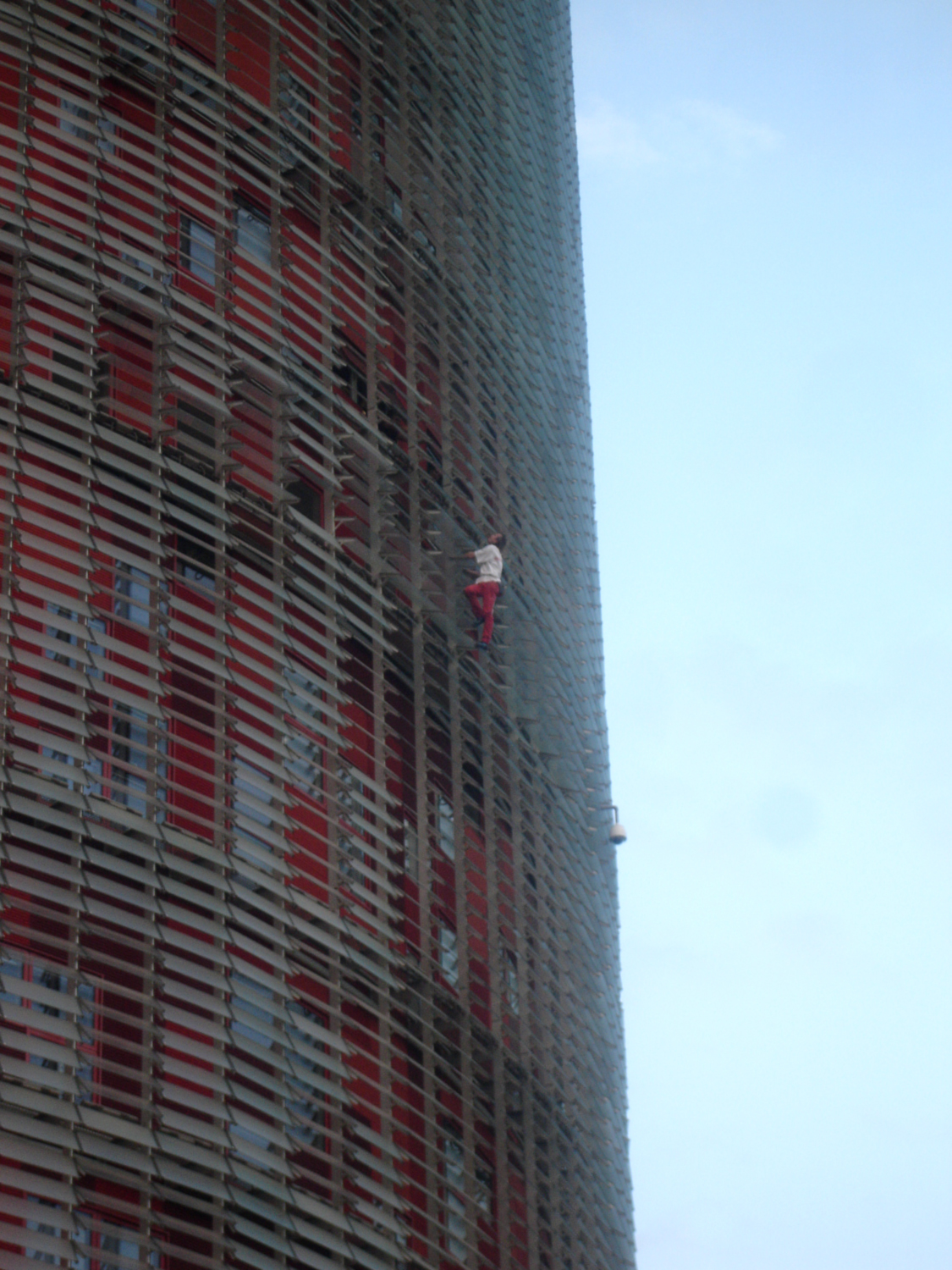
Alain Robert escalando la Torre Agbar de Barcelona el 12 de septiembre de 2007.

Alain Robert (7 de agosto de 1962, Valence, Francia), más conocido como «French Spiderman» («el Hombre Araña francés»), es un deportista escalador de montaña, que saltó a la fama al subir fachadas de edificios emblemáticos en solo libre, sin más herramientas que sus manos y pies.

## Biografía
A los 11 años de edad, ya mostró su facilidad en solo integral cuando trepó la fachada del edificio donde vivía de ocho plantas, puesto que se había olvidado las llaves dentro del piso.
Años más tarde, después de subir varios edificios en Francia, la televisión venezolana le propuso escalar uno de los rascacielos más altos de Caracas, la Torre Este de Parque Central en 2002, ofreciéndole un traje de Spider-Man. A partir de entonces, se lo conoce como «french Spiderman» («el Hombre Araña francés»), puesto que en varias ocasiones posteriores ha seguido usando el traje del conocido héroe arácnido de Marvel.

## Accidentes
En una entrevista en 2005, Alain Robert dijo que se ha caído siete veces en su vida. La peor caída fue en septiembre de 1982.
El 29 de enero de 1982, a los 20 años, cayó desde 15 metros cuando su anclaje cedió durante el entrenamiento haciendo rapel, permaneciendo en coma durante cinco días. Como resultado de esta caída tuvo fracturas en ambos antebrazos, codo, pelvis, muñecas, talones y nariz. Tuvo que afrontar seis operaciones sobre sus manos y codo, el cual se dislocó y un nervio fue dañado, dejándolo parcialmente paralizado. También sufrió edema cerebral y vértigo crónico.
Los doctores le advirtieron que difícilmente podría volver a escalar otra vez. A pesar de eso, seis meses más tarde, ya estaba escalando de nuevo.
En 1993 cayó desde 8 metros, mientras instruía a estudiantes sobre cómo confiar en sus piernas subiendo. Mantuvo sus manos detrás de su espalda sobre una ruta de escalda fácil, pero perdió el equilibrio y se cayó de cabeza; se le rompieron otra vez ambas muñecas. Entró en otro coma y pasó dos meses en el hospital.
En 2004 tuvo una caída desde 2 metros subiendo a un semáforo de tráfico, mientras posaba para una entrevista. Aterrizó sobre su codo y necesitó catorce puntadas; sin embargo, tan sólo un mes más tarde, subió el rascacielos más alto en aquel entonces, el Taipei 101.

## Problemas legales
Rara vez pide permiso a los propietarios para realizar semejantes acciones, conllevando un despliegue policial y mediático cada vez que decide subir un edificio. La escalada, si no tiene el permiso, termina con una breve detención por parte de las autoridades competentes hasta que pague la multa correspondiente.

## Edificios urbanos que ha escalado

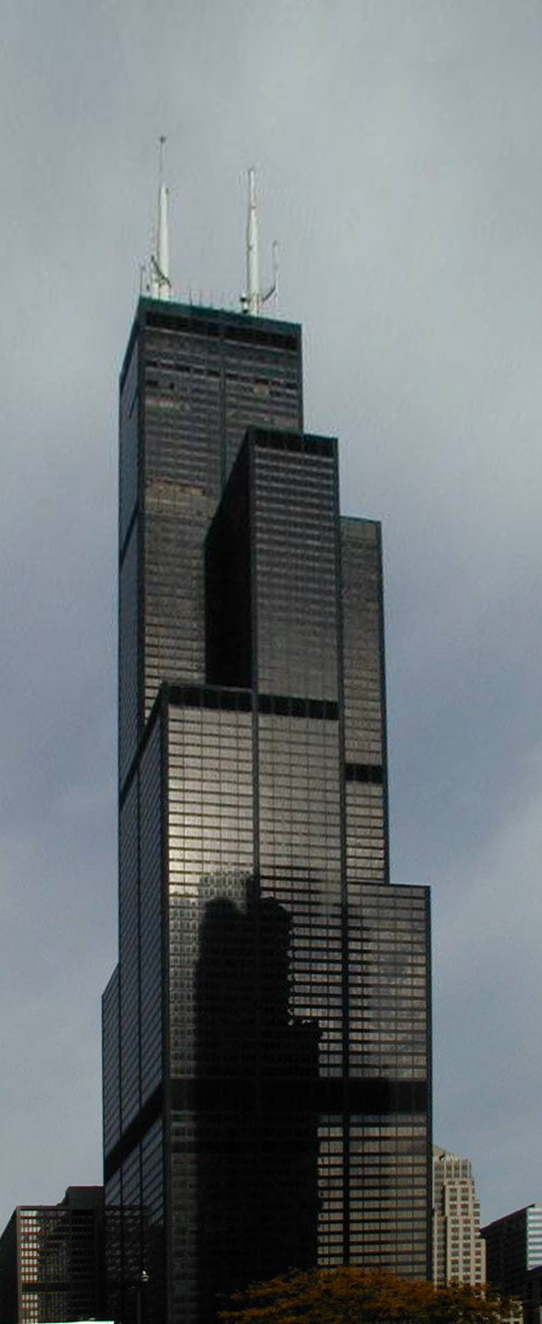
Sears Tower.

### América del norte
| Fecha | Edificio                                 | Ciudad        | País           | Altura                 |
| ----- | ---------------------------------------- | ------------- | -------------- | ---------------------- |
| 1994  | City Bank-Farmers Trust Company Building | Chicago       | Estados Unidos | 180m                   |
| 1994  | Calico Building                          | Nueva York    | Estados Unidos | Altura Azotea 381 mts. |
| 1994  | Puente de Brooklyn                       | Nueva York    | Estados Unidos | 90,6m                  |
| 1994  | Edificio Empire State                    | Nueva York    | Estados Unidos | 381m                   |
| 1996  | Pirámide del Hotel Luxor                 | Las Vegas     | Estados Unidos | 106m                   |
| 1996  | Puente Golden Gate                       | San Francisco | Estados Unidos | 227.4m                 |
| 1997  | Blue Cross, Blue Shield                  | Filadelfia    | Estados Unidos | 190.5m                 |
| 1999  | Torre Sears                              | Chicago       | Estados Unidos | 443m                   |
| 1999  | Crowne Plaza                             | Montreal      | Canadá         | ?                      |
| 2008  | New York Times Building                  | Nueva York    | Estados Unidos | 228m                   |
| 2013  | Hotel Habana Libre                       | La Habana     | Cuba           | 126m                   |

### América del Sur
| Fecha | Edificio                | Ciudad    | País      | Altura |
| ----- | ----------------------- | --------- | --------- | ------ |
| 2002  | Complejo Parque Central | Caracas   | Venezuela | 224m   |
| 2008  | Edificio Italia         | São Paulo | Brasil    | 168m   |

### África

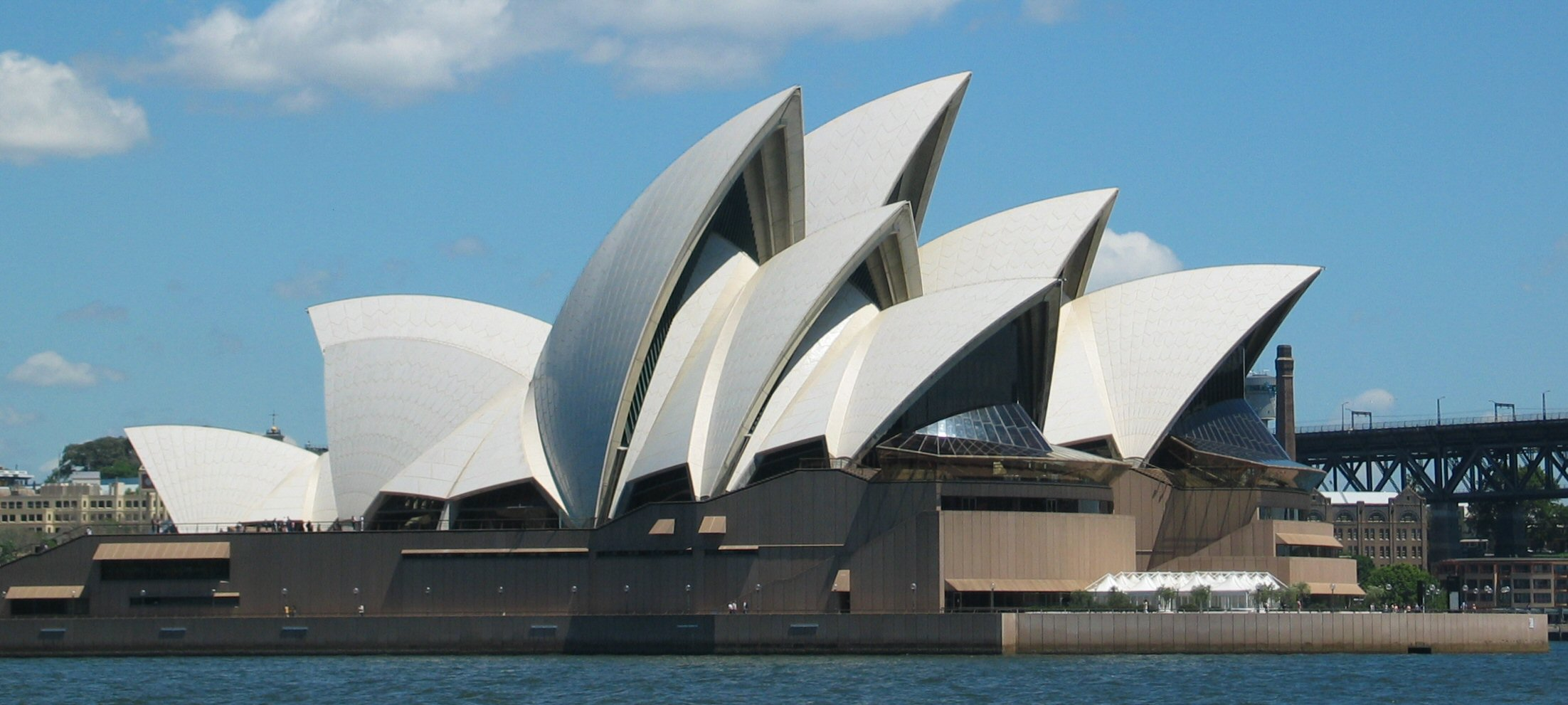
La Ópera de Sídney.

| Fecha | Edificio             | Ciudad        | Altura |
| ----- | -------------------- | ------------- | ------ |
| 1998  | IBM Building         | Johannesburgo | 91m    |
| 1998  | Garden Court Holiday | Johannesburgo | ?      |

### Australia

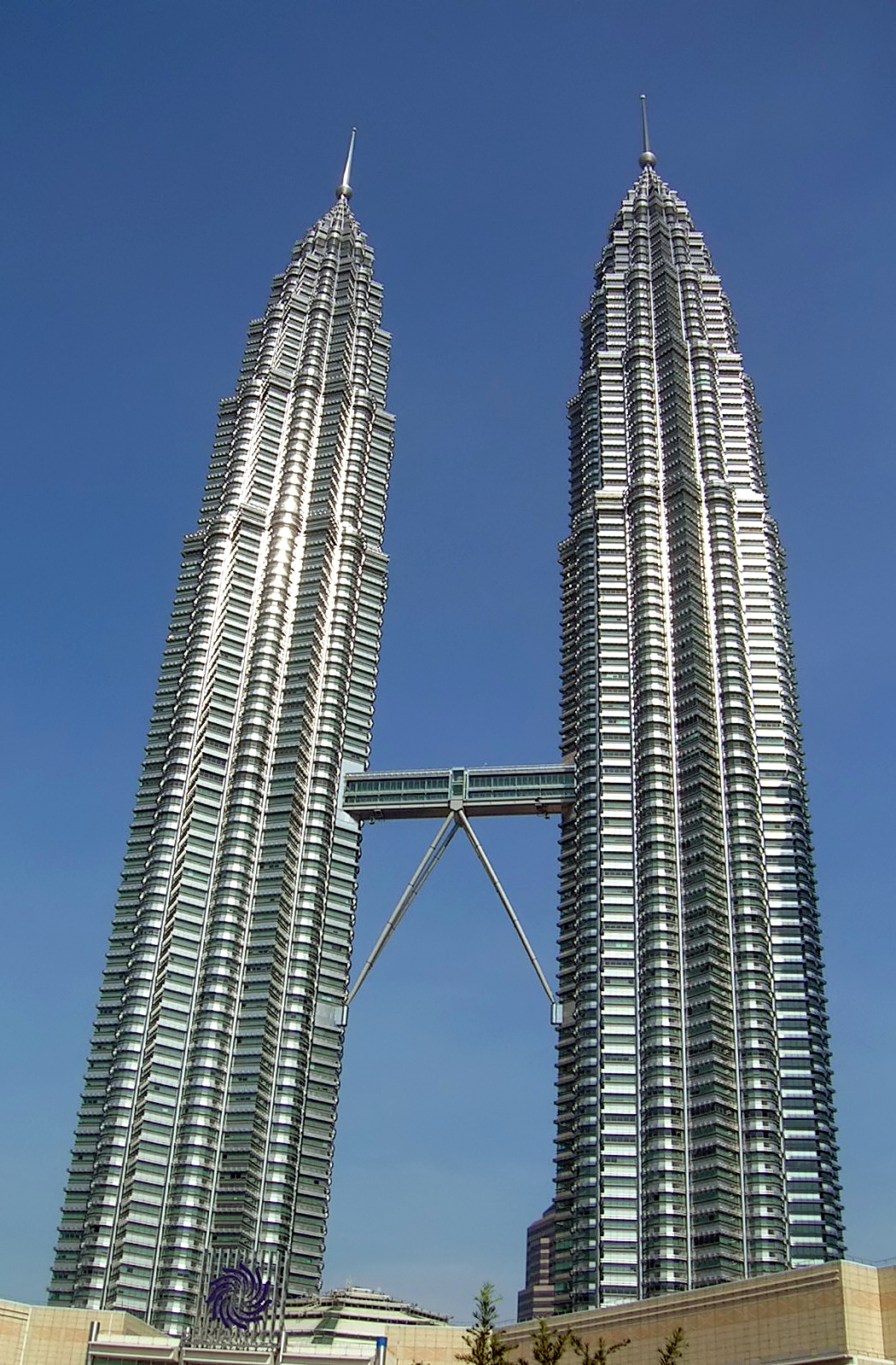
Torres gemelas Petronas en Kuala Lumpur, Malasia.

| Fecha              | Edificio                     | Ciudad | Altura |
| ------------------ | ---------------------------- | ------ | ------ |
| 1997               | Ópera de Sídney              | Sídney | 183m   |
| 1997               | Sydney Tower                 | Sídney | 305m   |
| 2 de junio de 2009 | Royal Bank of Scotland Tower | Sídney | 218m   |

### Asia
| Fecha | Edificio                   | Ciudad       | País                   | Altura |
| ----- | -------------------------- | ------------ | ---------------------- | ------ |
| 1996  | Fare East Finance Center   | Hong Kong    | China                  | 415m   |
| 1996  | Nec Building               | Hong Kong    | China                  | ?      |
| 1996  | ATV Asia                   | Hong Kong    | China                  | ?      |
| 1997  | Torres Petronas            | Kuala Lumpur | Malasia                | 452m   |
| 1997  | Sabah Fondation            | Borneo       |                        | ?      |
| 1997  | Hotel Melià                | Kuala Lumpur | Malasia                | ?      |
| 1998  | Shinjuku Park Tower        | Tokio        | Japón                  | 233m   |
| 2000  | OUB Centre                 | Singapur     | Singapur               | 280m   |
| 2003  | National Bank of Abu Dhabi | Abu Dabi     | Emiratos Árabes Unidos | 175m   |
| 2004  | Taipei 101                 | Taipéi       | Taiwán                 | 508m   |
| 2007  | Torres Petronas            | Kuala Lumpur | Malasia                | 452m   |
| 2007  | Jin Mao                    | Shanghái     | China                  | 420m   |
| 2011  | Burj Khalifa               | Dubái        | Emiratos Árabes Unidos | 828m   |
| 2019  | Cheung Kong Center         | Hong Kong    | China                  | 283m   |

### Europa

#### Francia
| Fecha | Edificio                                      | Ciudad            | Altura  |
| ----- | --------------------------------------------- | ----------------- | ------- |
| 1994  | ELF Aquitaine                                 | La Défense, París | 187m    |
| 1994  | Tour Franklin                                 | La Défense, París | 120m    |
| 1995  | Les Mercuriales                               | París             | 122m    |
| 1995  | Torre Montparnasse                            | París             | 209m    |
| 1995  | Tour Gan                                      | La Défense, París | 179m    |
| 1995  | Biblioteca Nacional de Francia                | París             | 100m    |
| 1995  | Tour TF1                                      | París             | 59m     |
| 1996  | Tour de l'Europe                              | Valence           | 99m     |
| 1996  | Tour Cristal                                  | París             | 100m    |
| 1996  | Torre Eiffel                                  | París             | 300m    |
| 1997  | Tour de Crest                                 | Crest             | 52m     |
| 1997  | Hotel Concorde La Fayette                     | París             | 137m    |
| 1998  | Obelisco de Luxor en la Plaza de la Concordia | París             | 23m     |
| 1998  | Basílica del Sacré Cœur                       | París             | 80m     |
| 1998  | Mairie de Valence                             | Valence (Drôme)   | ?       |
| 1998  | Tour Areva                                    | La Défense, París | 180m    |
| 1998  | Pirámide del Museo del Louvre                 | París             | 21.64m  |
| 1999  | Arco de la Defensa                            | La Défense, París | 110.90m |
| 1999  | Tour Total                                    | La Défense, París | 187m    |
| 2000  | Obelisco de Luxor en la Plaza de la Concordia | París             | 23m     |
| 2000  | Maison Consulaire                             | Pézenas           | ?       |
| 2000  | Mairie de Pau                                 | Pau               | ?       |
| 2000  | Mairie de Pézenas                             | Pézenas           | ?       |
| 2001  | Tour Total                                    | La Défense, París | 187m    |
| 2002  | Tour Franklin                                 | La Défense, París | 120m    |
| 2003  | Tour Total                                    | La Défense, París | 187m    |
| 2004  | Le Saint Georges                              | Toulouse          | ?       |
| 2004  | Torre Montparnasse                            | París             | 209m    |
| 2005  | Tour Cristal                                  | París             | 100m    |
| 2006  | Les Mercuriales                               | París             | 122m    |

#### Resto de Europa
| Fecha                    | Edificio                         | Ciudad    | País        | Altura |
| ------------------------ | -------------------------------- | --------- | ----------- | ------ |
| 1995                     | One Canada Square                | Londres   | Reino Unido | 237m   |
| 1995                     | Silberturm                       | Fráncfort | Alemania    | 135m   |
| 1995                     | Banca di Milano                  | Milán     | Italia      | ?      |
| 1998                     | Torres gemelas del Deutsche Bank | Fráncfort | Alemania    | 155m   |
| 1998                     | Hotel Marriott                   | Varsovia  | Polonia     | ?      |
| 1999                     | Hotel Arts                       | Barcelona | España      | 154m   |
| 1999                     | Maison d’édition                 | Berlín    | Alemania    | ?      |
| 2002                     | One Canada Square                | Londres   | Reino Unido | 237m   |
| 2003                     | Lloyd's building                 | Londres   | Reino Unido | 95m    |
| 2006                     | Torre Agbar                      | Barcelona | España      | 144m   |
| 2006                     | Torre Vasco de Gama              | Lisboa    | Portugal    | 145m   |
| 2007                     | Torre Devis                      | Berlín    | Alemania    | 106m   |
| 12 de septiembre de 2007 | Torre Agbar                      | Barcelona | España      | 144m   |
| 29 de septiembre de 2019 | Torre Skyper                     | Frankfurt | Alemania    | 154m   |
| 4 de marzo de 2020       | Torre Agbar                      | Barcelona | España      | 144m   |
| 3 de octubre de 2022     | Torre Agbar                      | Barcelona | España      | 144m   |